# Río Gonam
El río Gonam (también transliterado como Gouonam) (en ruso,  Гонам, Гуонам) es un largo río del noroeste asiático que discurre por la Siberia Oriental rusa, un afluente de la margen izquierda del río Uchur, a su vez afluente del río Aldan, y éste, afluente del curso medio del río Lena. Tiene una longitud de 686  km y drena una cuenca de 55.600 km² (similar a países como Togo y Croacia).
Administrativamente, discurre íntegramente por la  la república de Saja de la Federación de Rusia. 

## Geografía
El río Gonam nace en la vertiente septentrional de los montes Stanovoi, corriendo en dirección sensiblemente este-noreste a través de la meseta del Aldan. En su curso no encuentra ningún centro urbano de cierta importancia.
El río Gonam, como todos los ríos de la cuenca, se congela durante largos períodos de tiempo cada año (habitualmente, desde fines de octubre a mediados de mayo).

### Afluentes
El río Gonam tiene una cuenca con muchos afluentes y alrededor de 1.800 lagos. Los principales son:
- río Sutam, por la margen derecha, con una longitud de 351 km y una cuenca de 14.300 km²;
- río Algama, por la margen izquierda, con una longitud de 426 km y una cuenca de 21.500 km². Tiene como principal subafluente por la derecha al río Idjum, con 317 km y  9.170 km² de cuenca).